# Gracia Shadrack
Gracia Shadrack, né en 1980, est un homme politique vanuatais.

## Biographie
Il entre au Parlement de Vanuatu comme député sans étiquette de Malekula aux élections législatives de 2016, et rejoint le Parti des dirigeants de Vanuatu après son élection. Il est fait second vice-président du Parlement pour la législature 2016-2020. 
Le 19 décembre 2017, à l'occasion d'un remaniement ministériel, il entre au gouvernement de coalition de Charlot Salwai comme ministre de la Santé. Le gouvernement Salwai prend fin au tout début de la pandémie de Covid-19, qui n'a alors pas encore atteint le Vanuatu. Pour autant, en mars 2020 le Vanuatu ferme ses frontières pour s'en préserver. Le gouvernement initie des mesures d'information de la population quant aux gestes sanitaires à suivre par précaution, et installe des robinets avec savon dans des lieux publics,
Réélu député aux élections de mars 2020, il est élu président du Parlement. En juin 2021, lorsque dix-huit députés de la majorité, dont le Premier ministre Bob Loughman, boycottent les sessions du Parlement pour empêcher la tenue d'une motion de censure à l'encontre du gouvernement, Gracia Shadrack en tant que président statue que leurs sièges sont vacants, ce qui destitue de fait le gouvernement. Face à la crise politique qui s'ensuit, il démissionne de la présidence du Parlement quelques jours plus tard. Sa décision de suspendre ces députés est cassée par la Cour suprême en septembre, et en novembre, la majorité parlementaire vote sa suspension du Parlement pour une durée de deux ans,. 
En août 2022, lorsque les ministres boycottent à nouveau le Parlement pour empêcher à nouveau le vote d'une motion de censure, les députés d'opposition, seuls à siéger, votent la réinsertion de Gracia Shadrack comme député. Il conserve son siège lors des élections législatives anticipées deux mois plus tard,. Le 3 décembre 2023, il est nommé ministre des Terres dans le gouvernement de coalition de Charlot Salwai.